# Castello di San Damiano
Il castello di San Damiano, anche conosciuto come rocca di San Damiano o come castello Anguissola, è una fortificazione situata a San Damiano, frazione del comune italiano di San Giorgio Piacentino, in provincia di Piacenza. L'edificio è posto in aperta pianura Padana nei pressi del corso del torrente Nure.

## Storia
Costruito in data imprecisata, il castello venne distrutto nel 1242 da parte di truppe cremonesi e bergamasche comandate dal marchese Lancia e poste al servizio di re Enzio. Nel 1436 nella località venne infeudato Bartolomeo Anguissola; il castello entrò quindi a far parte della rete di fortilizi in possesso della famiglia Anguissola, in cui sarebbe rimasto fino al XVII secolo.
Nel 1480 basandosi su una stima redatta dai mastri Giovanni Grosso e Antonio Ozello, la proprietà del castello venne divisa tra Battista Anguissola e alcuni suoi congiunti. Il documento, il cui originale si trova a Napoli, presso l'archivio del ramo di San Damiano della famiglia Anguissola, prevedeva che, pur venendo divisa in varie porzioni la proprietà del castello, il pozzo, la torre, l'ingresso, il ponte e le fosse rimanessero disponibili a tutti i comproprietari, i quali erano altresì tenuti a concorrere alle spese per il mantenimento in buone condizioni di queste parti comuni. Analogamente alle parti comuni, in caso di coinvolgimenti in azioni di guerra tutti i comproprietari erano tenuti a organizzare in comune la difesa e il servizio di guardia al castello. Nel caso qualcuno non avesse ottemperato a questi doveri, egli sarebbe stato automaticamente escluso da ogni diritto signorile.
Nello stesso secolo la metà del feudo fu acquisita da Bernardo Anguissola, che vantava di discendere dalla famiglia veronese degli scaligeri. La seconda metà del feudo, originariamente nelle mani del ramo di Cimafava della famiglia, venne, invece, comprata da Giovanna Anguissola, vedova di Pietro Antonio Anguissola.
Nel 1647, a seguito della dipartita senza eredi maschi del conte Ottavio Anguissola, il castello e tutte le pertinenze vennero avocate dalla Camera Ducale farnesiana. Rientrato nelle proprietà degli Anguissola, nei primi anni del XIX secolo fece parte della dote di Giuseppina Anguissola in occasione del matrimonio con un membro della famiglia Porcelli, la quale conservò poi il possesso del castello fino al 1876, anno in cui l'edificio fu ceduto all'asta per una somma di 5 250 lire.

## Struttura
Il castello, edificato per la gran parte pietra e mattoni, presenta una struttura abbastanza diffusa nel piacentino con pianta quadrangolare dotata di due torri a base rotonda sul lato settentrionale che fuoriescono leggermente rispetto al resto dell'edificio e sono dotate, così come diverse altre costruzioni della zona di piccole finestre ad arco ribassato.
Sul lato che unisce le due torri tonde vi è la pusterla d'ingresso, dotata di merlatura in stile ghibellino e di feritoie e che, fuoriuscendo rispetto alla line del fronte, funge da rompitratta e si allinea perfettamente con le due torri poste ai vertici. L'ingresso porta i segni degli incastri del ponte levatoio e della passerella che originariamente scavalcavano il fossato, successivamente interrato. Sul portone d'ingresso è presente una decorazione raffigurante lo stemma in pietra della famiglia Anguissola.
Il complesso è dominato dal mastio, che si trova addossato all'ingresso e riporta i segni di una merlatura ghibellina poi in seguito tamponata; la sua posizione dà credito all'ipotesi che esso sia precedente al resto del castello. Così come la pusterla e il mastio, i corpi di fabbrica adiacenti erano originariamente coronati da una merlatura, non più presente, ma di cui si possono notare ancora alcune tracce.
Nel corso del tempo l'edificio ha subito diversi rimaneggiamenti: dal lato sud sono scomparse due torri a pianta quadrata che erano ancora esistenti nel 1819, come testimoniato da una planimetria del castello redatta in quell'anno. Su questo lato venne quindi realizzato un basso muro di cinta in pietra che chiude il cortile e collega gli edifici del complesso. Il castello, che era caduto in degrado dopo essere stato impiegato a scopi agricoli, è stato successivamente restaurato e si presenta in buone condizioni di conservazione.